# مقاطعة سكوت (ميسيسيبي)
مقاطعة سكوت هي مقاطعة في مسيسيبي، بلغ عدد سكانها 28٬264  نسمة، في 2010، عاصمتها فورست، تبلغ مساحتها 1٬581 كيلومتر مربع.

## الموقع
تشترك في الحدود مع:
- مقاطعة ليك (ميسيسيبي)
- مقاطعة رانكين (ميسيسيبي)
- مقاطعة نيوتن (ميسيسيبي)
- مقاطعة سميث (ميسيسيبي)
- مقاطعة ماديسون (ميسيسيبي).

## التقسيمات الإدارية
- فورست.